# Fly Like a Bird
Vous lisez un « bon article » labellisé en 2011.
Pistes de The Emancipation of Mimi
Joy Ride
Fly Like a Bird est une chanson de l'artiste américaine Mariah Carey, sortie en single promotionnel le 3 avril 2006 chez Island Records et issue de son dixième album studio : The Emancipation of Mimi (2005). Écrite et produite par Carey et James « Big Jim » Wright, la chanson s'inspire du gospel, de la soul et du R&B. Sa structure musicale est construite sur les mélodies d'un piano et d'une guitare et comporte un discours du pasteur Clarence Keaton qui récite deux versets de la Bible durant l'introduction et le pont. Carey décrit Fly Like a Bird comme la piste la plus personnelle et religieuse de The Emancipation of Mimi car les paroles ressemblent à une prière pour Dieu : « Fly like a bird, take to the sky, I need you now Lord, carry me high! ».
Au moment de sa sortie, Fly Like a Bird reçoit l'ovation des critiques. Tandis que certains saluent sa performance vocale tout au long de la chanson, d'autres se focalisent sur les paroles et la comparent à Vision of Love, son premier succès. Dernier single de l'album, la chanson est uniquement envoyée aux radios de variétés et de gospel alors que Say Somethin' est envoyée aux radios tout public. Carey interprète la chanson lors de plusieurs évènements : la 48e cérémonie des Grammy Awards, le concert Shelter from the Storm: A Concert for the Gulf Coast et Idol Gives Back. De plus, Carey interprète la chanson lors de ses tournées.

## Genèse et enregistrement
Après le succès qu'elle a rencontré dans les années 1990, Carey se sépare de Columbia Records après la sortie de Rainbow en 1999. Presque un an après, elle signe un contrat de 100 millions de dollars pour cinq albums avec Virgin Records et commencer à travailler sur un film et sa bande originale intitulés Glitter. Avant sa sortie prévue pour le 11 septembre 2001, Carey souffre d'une « dégradation physique et émotionnelle » et séjourne quelques semaines à l'hôpital,. Glitter est un fiasco au cinéma : il ne récolte que huit millions de dollars de recettes et reçoit des critiques acerbes,. La bande originale, qui s'en sort un peu mieux, ne parvient pas à atteindre les succès critiques et commerciaux des précédents albums et entraîne finalement l'annulation de son contrat avec Virgin.
À la suite de ces évènements et de la parution de l'opus suivant, Charmbracelet (2002), Carey commence à travailler sur de nouvelles chansons pour The Emancipation of Mimi (2005). En plus des chansons dansantes et des ballades, Carey en crée une dans laquelle les paroles se rapportent à Dieu. Elle écrit les paroles puis compose la mélodie et l'instrumentation avant de contacter James "Big Jim" Wright pour une collaboration. Lors de cette rencontre, Wright aide Carey à arranger la structure musicale et à produire l'introduction de la chanson tandis qu'elle finit d'écrire les paroles. Une fois Fly Like a Bird terminée, Clarence Keaton, son pasteur, récite deux versets de la Bible dans la chanson : « Weeping may endure for the night, but joy comes in the morning » lors de l'introduction « He said 'He'll never forsake you, or leave you alone' Trust him, ». Selon Carey, la chanson et les versets bibliques font partie de son retour à la scène parce que cela l'a aidé à surmonter les épreuves difficiles du passé. Elle décrit les moments difficiles de son enfance, lors de laquelle elle a prié Dieu, ainsi que de ses récents soucis personnels où elle récitait quelques prières pour avoir confiance en elle. Carey explique que si la Bible l'a grandement aidée, personne ne la lui a jamais récité. C'est pour cette raison, qu'elle veut la faire entendre à ses fans et auditeurs, dans l'espoir de leur donner la foi et le courage dans une situation difficile.
À la suite du succès de The Emancipation of Mimi, Fly Like a Bird sort en single promotionnel,. La chanson sort le 3 avril 2006, simultanément avec Say Somethin', sur les radios urban et gospel alors que Say Somethin' est envoyée aux radios tout public. Tom Ferguson de Billboard n'est pas d'accord sur le fait de mettre deux singles en concurrence, surtout qu'il a donné une critique négative pour Say Somethin'. Selon Ferguson, si cette dernière passe à la radio, seule sa « petite batterie » distrait et conclut que « Fly Like a Bird est un classique : Pourquoi tarir l'eau avec ce single ? »

## Structure musicale
Fly Like a Bird est une ballade à tempo modéré qui s'inspire du gospel, de la soul et du R&B. Son instrumentation se compose d'orgue, de grosse caisse et de trompette. Selon la partition publiée par EMI Music Publishing, la chanson a une mesure en 4/4 avec un tempo de 54 pulsations par minute. Elle est composée dans la tonalité de Si mineur et la gamme vocale de Carey s'étend des notes Fa3 à Mi5. Le refrain a la séquence Fa mineur7, Si mineur, Sol/La, Si majeur7 comme progression d'accords et change en Sol majeur7 durant le pont. Les paroles de Fly Like a Bird sont une prière dans laquelle la chanteuse demande de l'aide à Dieu dans des moments difficiles et de la rendre « de plus en plus forte ». Cintra Wilson de LA Weekly décrit les paroles en profondeur ainsi que de la nostalgie qui s'en dégage :
« Fly Like a Bird est un gospel fourre-tout hyper retouché, mais assez prenant. C'est une complainte poignante, un réel cri de détresse d'une Mariah Carey dans un désespoir proche du suicide. « Sometimes this life can be so cold /(Lord) I pray you'll come and carry me home ». Mais il y a beaucoup d'espoir et de foi dans cette voix blessée : Carey garde, avec une conviction touchante, une attache sur l'idée qu'une force divine l'aime, même si personne ne l'aide ; même si elle est perdue. Ça devient émouvant, car elle y met tout son cœur – Mariah a été battue, humiliée, déçue ; les plaisirs lui ont été retirés des mains avant qu'elle n'en profite. Elle est déboussolée, et, mon Dieu, elle a besoin d'aide. Merde, on est tous passé par là ! »
Tom Sinclair d'Entertainment Weekly décrit la chanson comme « une véritable prière qui se réfère explicitement à Dieu » et s'appuie sur les paroles : « Sometimes this life can be so cold / I pray you'll come and carry me home, Carry me higher, higher, higher, ». Selon Carey, les paroles se réfèrent à elle-même et à ses fans. Elle compare la chanson à d'autres ballades de sa carrière et décrit le sentiment qu'elle a envers ses fans : « Normalement, je devrais faire une chanson introspective sur ma triste vie quotidienne. Dans le passé, c'était avec Petals et Close My Eyes. Ce sont celles qui s'apparentent le plus avec mes fans. Mais celle-ci a de l'espoir. C'est pourquoi, elle est l'une de mes favorites ». De plus, Carey décrit les versets de Keaton dans l'introduction comme son passage favori dans la chanson et le considère comme un guide, grâce à l'aide que cela lui a apporté dans le passé :
« Pour moi, la chose la plus importante est le message qu'il dit au début de la chanson », dit-elle. « Weeping may endure for the night, but joy comes in the morning ». Je pense que beaucoup de gens n'écouteront pas ce message mais que beaucoup auront besoin de l'entendre. Ce n'est pas pour être sermonneuse. Les gens vont entendre de plus en plus de chansons qui ne seront pas des morceaux typiquement « Mariah Carey. »

## Accueil

### Critique
Fly Like a Bird reçoit des critiques positives. La plupart d'entre elles apprécient sa prestation vocale gospel et les paroles. Jim DeRogatis de Chicago Sun-Times trouve que la voix de Carey en est « une sur un million » et écrit : « Elle n'a jamais eu peur de montrer fréquemment ses octaves – et son instrument semble être intact ; en témoigne sa prestation sur Fly Like a Bird ». Quand elle décrit la chanson, Dina Passaro de Newsday écrit : « Cette chanteuse est revenue et mieux que jamais ! » et déclare que Carey « retentit brillamment et s'éreinte ». Tom Ferguson de Billboard trouve que la piste est un « classique » et écrit : « La diva offre une voix accomplie ». Similairement, dans une autre critique, Ferguson détaille la prestation de Carey dans Fly Like a Bird :
« The Emancipation of Mimi engendre un autre recadrage de sa carrière dans la douce Fly Like a Bird, un mantra religieux sur la rédemption. En contrant son groove qui rappelle le R&B des années 70, Carey ouvre avec une voix douce, vaporeuse et des harmonies pleines d'entrain tout au long du premier refrain avant qu'elle lève les bras, s'éloigne des nuages vers les cieux comme un long mur de chœurs gospel dans le crescendo. Le voyage de Bird part d'un humble appel à la délivrance et arrive à un hymne ecclésiastique frénétique qui donne vraiment des frissons dans le dos. Un son joyeux. »
Tom Sinclair d'Entertainment Weekly considère la chanson comme un « numéro de « je mets mon cœur à nu » » et la considère comme « le moment crucial de l'album ». Sal Cinquemani de Slant Magazine trouve que la chanson rend « Mariah aimable à nouveau » et écrit : « C'est une ballade inspirée qui rappelle Butterfly et Hero ». Un journal de Sarasota Herald-Tribune la compare avec Vision of Love et la considère comme l'une des meilleures chansons de The Emancipation of Mimi. Stephen Thomas Erlewine d'AllMusic donne un avis mitigé et critique la voix de Carey : « Aussi bien qu'elle puisse être, il y a des moments où le mixage n'arrive pas à cacher les défauts de la voix de Mariah, et elle semble affaiblie et endommagée comme dans Charmbracelet ».

### Commercial
En avril 2006, Fly Like a Bird est envoyée aux radios urban tandis que Say Somethin' (en collaboration avec Snoop Dogg), le sixième single de The Emancipation of Mimi, est envoyée aux radios populaires et rythmiques. Fly Like a Bird n'entre pas dans le Billboard Hot 100 mais atteint la quatrième place du Bubbling Under Hot 100 Singles qui classe les 25 chansons en dessous de la centième position du Hot 100 et qui ne sont jamais apparues dans ledit hit-parade. Elle atteint la 19e position du Hot R&B/Hip-Hop Songs et est le numéro un du Adult R&B Airplay pendant six semaines,. La chanson a le plus de longévité dans les radios urbaines car elle atteint le 19e rang du Hot R&B/Hip-Hop Songs au bout de 24 semaines.

## Clip
À la suite de la première de Say Somethin' et du clip, MTV rapporte que Carey pourrait filmer un clip pour Fly Like a Bird à la fin de mars 2006. Selon Carey, la vidéo a déjà été conceptualisée mi-mars avec un décor qui montre Carey, Keaton et une chorale. Lors d'une interview, Carey dit : « Nous n'avons pas beaucoup de temps pour le faire. Ça n'a pas un grand budget. Mais il n'en a pas besoin. Ça a juste besoin d'être comme la chanson, capturer la chanson et son émotion ». Alors que plusieurs planifications de tournage sont faites, aucune version finale n'a jamais été diffusée.

## Interprétations scéniques

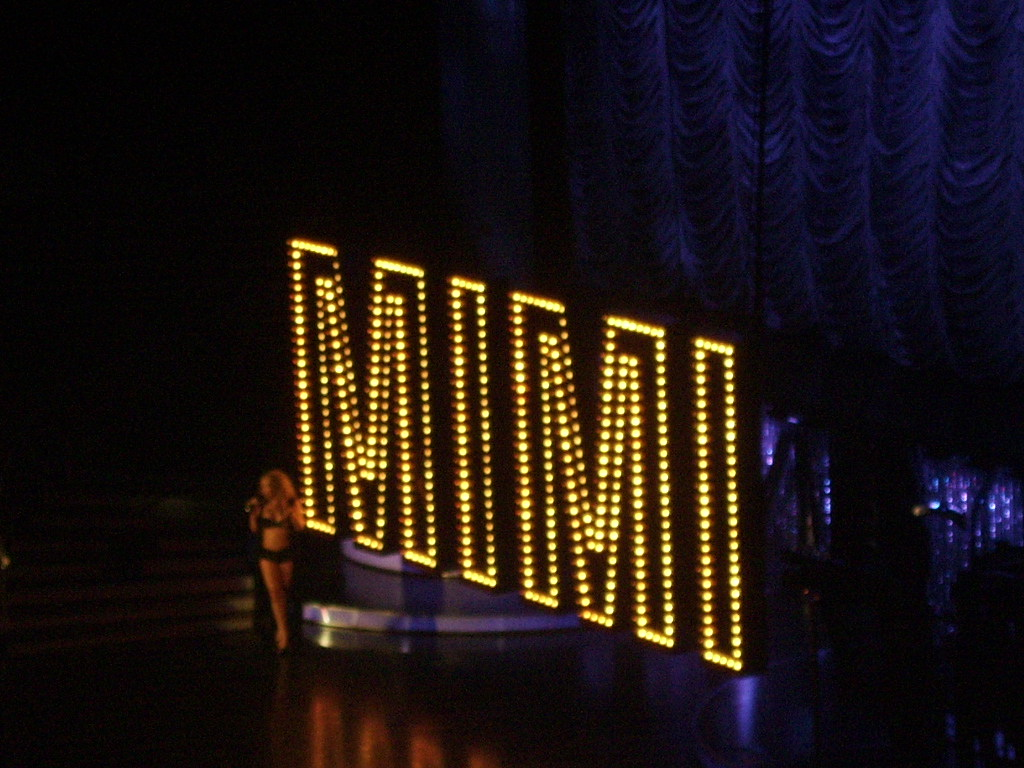
Mariah Carey lors de la tournée The Adventures of Mimi Tour.

Après une tournée promotionnelle en Europe pour The Emancipation of Mimi, Carey présente l'album lors d'une interview dans Good Morning America. Le concert, prenant place au Times Square, rassemble le plus grand nombre de personnes depuis les célébrations du nouvel an 2004 et Carey y interprète les trois premiers singles, Fly Like a Bird et Make It Happen (1991),. Après les évènements tragiques de l'ouragan Katrina sur la plaine du Golfe en août 2005, elle participe au concert Shelter from the Storm: A Concert for the Gulf Coast. Elle chante Fly Like a Bird avec une chorale de gospel,,. Selon Nielsen Media Research, 24 millions de personnes ont regardé ce concert aux États-Unis, diffusé sur douze chaînes et dans 95 pays. Début 2006, Carey reçoit huit nominations aux Grammy Awards, le plus qu'elle ait reçu en une nuit. Grâce au succès de The Emancipation of Mimi, Carey décide de retourner sur la scène des Grammy pour la première fois depuis 1996. La prestation s'ouvre sur une vidéo pré-enregistrée avec Carey discutant de l'importance de la religion et de Dieu dans sa vie, et comment cela l'a aidé à traverser des moments difficiles dans son enfance et à l'âge adulte. Elle apparaît avec une robe de soirée Chanel blanche et chante une version raccourcie de We Belong Together. Les lumières se focalisent sur Clarence Keaton qui ouvre Fly Like a Bird avec un passage de la Bible comme dans la version studio de la chanson. Au milieu de la prestation, un rideau se lève et révèle une chorale qui rejoint Carey. À la fin, Carey reçoit une ovation pour l'interprétation de Fly Like a Bird puis Teri Hatcher désigne la nouvelle nomination et dit : « C'est comme si nous avions tous été sauvés ».
Les critiques sont ravis de la prestation de Carey à la suite de la cérémonie et Jon Pareles de The New York Times dit : « Une fois qu'elle est arrivée, elle gémit, grogne et descend des aigus extrêmes vers les graves dans Fly Like a Bird ». Un journaliste de USA Today complimente son récital et écrit : « Carey gagne certainement le droit de goûter aux projecteurs cette année. Mais la diva fait de la place à la voix baryton de Walker dans Bird, son hommage à Minnie Riperton ». Gary Susman d'Entertainment Weekly considère Carey comme la « reine du retour sur scène » et écrit : « C'était sa voix, elle montait en chevron comme peut le faire Carey ». Roger Friedman de Fox News révèle que la prestation est « un numéro qui envoie le public dans une frénésie ». Le 9 avril 2008, le télé-crochet American Idol propose sa deuxième émission caritative intitulée Idol Gives Back. Avec Randy Jackson à la basse, Carey apparaît sur scène comme dernière interprète de la soirée. Au milieu de la prestation, une chorale la rejoint en costumes bleus pour le passage de gospel. Ann Powers de Los Angeles Times trouve la chanson « extraordinaire » et que la voix de Carey « regorgeait de ses fameuses notes impossibles ». En ce qui concerne l'interprétation, Katie Byrne de MTV écrit : « Carey est à son meilleur niveau, avec une chorale et les notes aiguës qui l'ont rendue célèbre ». Carey interprète Fly Like a Bird lors de plusieurs tournées. Lors de The Adventures of Mimi Tour (2006) et particulièrement lors du concert au Madison Square Garden, Carey rend hommage à Ol' Dirty Bastard, mort d'une overdose en 2004. Elle a dû refaire la chanson car Clarence Keaton a oublié le signal et n'est pas monté sur scène à temps. Quatre ans plus tard, elle interprète la chanson lors du Angels Advocate Tour en la dédiant à Keaton, décédé le 3 juillet 2009. Thomas Kintner de Hartford Courant trouve que durant l'interprétation de Fly Like a Bird, Carey « montre sa puissance à la hauteur d'un gratte-ciel ».

## Versions
- États-Unis : CD promotionnel[9]

1. Fly Like a Bird – 3:53
2. My Saving Grace – 4:10

## Crédits
Crédits issus de l'album The Emancipation of Mimi
- Paroles – Mariah Carey, James "Big Jim" Wright
- Production – Mariah Carey, James "Big Jim" Wright
- Chœurs – Mariah Carey, Mary Ann Tatum, Melonie Daniels, Trey Lorenz, Sherry Tatum, Courtney Bradley, Rev. Dr. Clarence Keaton
- Ingénieur – Brian Garten, Dana Jon Chapelle
- Assistant ingénieur – Jason Finkel, Michael Leedy, Manuel Farolfi, Riccardo Durante
- Mixage – Phil Tan (mixée à Right Track Studios)
- Mastering – Herb Powers
- Claviers – Loris Holland

## Classements
| Pays                                      | Position |
| ----------------------------------------- | -------- |
| États-Unis Bubbling Under Hot 100 Singles | 4        |
| États-Unis Hot 100 Airplay                | 66       |
| États-Unis Hot R&B/Hip-Hop Songs          | 19       |